# Pitiríase liquenoide
Pitiríase liquenoide, parapsoríase liquenoide ou parapsoríase gutata/em gotas é uma doença de pele rara e de causa desconhecida, mais comum em crianças. Caracterizada por erupções cutâneas descamativas que melhoram mesmo sem tratamento. Possui uma forma crônica mais leve e uma forma aguda mais grave. É considerada como uma parapsoríase gutata, grupo de doenças parecidas com a psoríase em gotas (gutata).

## Tipos
Possui dois tipos:
- Pitiríase liquenoide crônica (PLC): caracteriza-se pelo desenvolvimento gradual de pápulas descamativas rosadas que se espalham espontaneamente. Conforme as semanas passam se tornam vermelhas e marrons, antes de aplanar e desaparecer espontaneamente. Não coçam, não doem nem causam febre, mas demoram muito meses (4 a 10) para desaparecer. Se as pápulas forem rompidas podem deixar cicatriz.
- Pitiríase liquenoide e varioliforme aguda (PLEVA): caracterizada pela erupção abrupta de pequenas pápulas descamativas, agrupadas em tronco ou braços, que se desenvolvem em vesículas e manchas vermelhas e marrons. Demoram entre 4 e 8 semanas para desaparecer. Esta forma também é conhecida como pityriasis lichenoides et varioliformis acuta.
  - doença de Mucha-Habermann: Pitiríase aguda grave. Começa febre alta e vesículas dolorosas que se ulceram e sangram, se infectam formando pústulas necróticas. Outros sintomas sistêmicos podem incluir dor de garganta, diarreia, dor abdominal, confusão mental, pneumonite, baço aumentado, artrite, sepse, anemia e úlceras em conjuntivas.

## Diagnóstico
A suspeita clínica deve ser confirmada com uma biópsia das pápulas. Deve-se ser diagnóstico diferencial de psoríase, outras parapsoríases, líquen plano e exantemas virais. 

## Tratamento
As terapias de primeira linha recomendadas atualmente incluem:
- A exposição ao sol (fototerapia) acelera a cura das lesões, mas deve-se evitar queimaduras solares.
- Esteroides tópicos para reduzir a irritação. Nos anos mais recentes, as preocupações levantadas sobre seu efeito imunodepressor levaram ao aumento do uso da alternativa: anti-inflamatórios não esteroides.
- Imunomoduladores tópicos como pomada de tacrolimo aplicada duas vezes por dia foi utilizada com sucesso para tratar pacientes com PLC.
- Antibióticos orais: eritromicina e tetraciclinas ou doxiciclina foram usados com sucesso para tratar o PLC e o PLEVA.
- Metotrexato oral ou IV, apenas no caso da doença de Mucha-Habermann.

## Prognóstico
A maioria dos casos melhora completamente em alguns meses, mas em 2% dos casos ela evolui para um linfoma cutâneo de células T, como outras parapsoríases.